# Стриженова, Любовь Васильевна
Любо́вь Васи́льевна Стриже́нова (в девичестве — Лифенцова, после первого брака — Земляникина, в монашестве Иудифь; 6 августа 1940, Москва — 11 июля 2024, Алатырь, Чувашия) — советская и российская актриса театра и кино. Народная артистка Российской Федерации (1997), Заслуженная артистка РСФСР (1980).

## Биография
Родилась 6 августа 1940 года в Москве.
В 1963 году окончила Школу-студию МХАТ (курс Виктора Монюкова).
По окончании вуза служила на сцене МХАТ, после его раздела — на сцене МХАТ им. М. Горького.
Работала на Всесоюзном радио Гостелерадио СССР, где вела передачу «Взрослым о детях».
В 2008 году ушла в Киево-Николаевский женский монастырь (Алатырь, Чувашия), где приняла монашеский постриг с именем Иудифь.
Скончалась 11 июля 2024 года от инсульта в Свято-Троицком монастыре (Алатырь) в возрасте 83 лет.

## Личная жизнь
Первый брак — Владимир Земляникин (1933—2016), актёр, заслуженный артист Российской Федерации (1994).
Дочь — Елена Земляникина-Крылатова (1958—2025), в 1981 году окончила Школу-студию МХАТ (курс В. П. Маркова), директор театрального центра «Пигмалион». 14 мая 2025 года попала в ДТП, её сбил мотоциклист.
Второй брак — Олег Стриженов (1929—2025), актёр, народный артист СССР (1988). Брак продлился шесть лет.
Сын — Александр Стриженов (род. 1969), актёр и режиссёр.

## Творчество

### Роли в театре
Московский Художественный театр (1963—1987)
- 1968 — «На дне» М. Горького, постановка К. С. Станиславского и Вл. И. Немировича-Данченко. Режиссёр возобновления: Иосиф Раевский — Наташа
- 1968 — «Три сестры» А. П. Чехова; постановка Вл. И. Немировича-Данченко, Н. Н. Литовцевой, И. М. Раевского (возобновление) — Наташа
- 1970 — «О женщине» Э. Радзинского. Режиссёр: Б. А. Львов-Анохин — Подруга
- 1971 — «Дульсинея Тобосская» А. М. Володина, постановка О. Н. Ефремова, режиссёр В. Т. Кашпур — Альдонса
- 1972 — «Сталевары» Г. Бокарева, постановка О. Н. Ефремова — Люба
- 1973 — «На всякого мудреца довольно простоты» А. Н. Островского. Режиссёр: Виктор Станицын — Машенька
- 1975 — «Эшелон» Михаила Рощина (реж. А. Эфрос) — Нина
- 1977 — «Иванов» А. П. Чехова — Бабакина
- 1977 — «Валентин и Валентина» Михаила Рощина. Режиссёр: Олег Ефремов — Мать Валентина
- 1977 — «Дачники» М. Горького (реж. В. Салюк) — Юлия Филипповна
- 1979 — «Утиная охота» Александра Вампилова (реж. О. Ефремов, А. Мягков) — Вера

МХАТ им. М. Горького (после раскола, 1987—2008)
- 1987 — «На дне» М. Горького, постановка К. С. Станиславского и Вл. И. Немировича-Данченко. Режиссёр возобновления: Татьяна Доронина — Квашня
- 1988 — «Прощание с Матёрой» Валентина Распутина (реж. А. Борисов) — Настасья
- 1993 — «Женщины в народном собрании» Аристофана (реж. М. Абрамов) — Праксагора
- 1994 — «На всякого мудреца довольно простоты» А. Н. Островского. Режиссёр: Виктор Станицын — Мамаева
- 1995 — «Мы идём смотреть Чапаева» («Не хочу ехать в Америку») О. Данилова. Режиссёр: Татьяна Доронина — Наташа
- 1997 — «Её друзья» Виктора Розова (реж. В. Усков) — Матвеевна
- 2005 — «Годы странствий» А. Н. Арбузова (реж.: Ю. Аксенов) — тётя Тася
- «Беда от нежного сердца» В. Соллогуба (реж.: Татьяна Доронина) — Бояркина
- 2006 — «Женитьба Белугина» А. Н. Островского. Режиссёр: Татьяна Доронина — Настасья Петровна[11]

### Фильмография
| Год       |     | Название                             | Роль                                                     |
| --------- | --- | ------------------------------------ | -------------------------------------------------------- |
| 1958      | ф   | Улица молодости                      | Клава Бровченко                                          |
| 1962      | ф   | Вступление                           | Маня                                                     |
| 1963      | ф   | Стёжки-дорожки                       | Оксана, возлюбленная Романа                              |
| 1965      | ф   | Приезжайте на Байкал                 | Валя Белых                                               |
| 1969      | ф   | Случай из следственной практики      | Ольга Фёдоровна Сухарева, следователь прокуратуры        |
| 1972      | ф   | Земля, до востребования              | Эрминия                                                  |
| 1973—1983 | с   | Вечный зов                           | Капитолина                                               |
| 1975      | ф   | Ар-хи-ме-ды!                         | мать Лены                                                |
| 1977      | ф   | Нос                                  | прачка                                                   |
| 1978      | ф   | Чужая                                | первая жена Путятина                                     |
| 1978      | ф   | Поворот                              | Зина                                                     |
| 1980      | мтф | Каникулы Кроша                       | мать Кости                                               |
| 1981      | ф   | От зимы до зимы                      | Клавдия Ивановна Косачёва, вторая жена Сергея Тарасовича |
| 1984      | ф   | Лидер                                | мать Бориса Шестакова                                    |
| 1987      | ф   | Сын                                  | тётя Оля                                                 |
| 1990      | ф   | Чернов/Chernov                       | жена Ярмака                                              |
| 1992      | ф   | Повесть непогашеной луны             | Екатерина Павловна Кокосова                              |
| 1992      | ф   | Бесы                                 | Арина Прохоровна Виргинская, акушерка                    |
| 2007      | ф   | Любовь-морковь                       | эпизод                                                   |
| 2007      | ф   | Лев Троцкий. Тайна мировой революции | Имя персонажа не указано                                 |